# Megan Parker
Megan Parker is een personage uit de Amerikaanse televisieserie Drake & Josh van Nickelodeon, gespeeld door Miranda Cosgrove.
Voor Cosgrove was dit een van haar eerste vaste rollen. Ze keek er naar uit om samen te mogen werken met acteur Josh Peck, die destijds speelde in de televisieserie The Amanda Show waar Cosgrove fan van was. Sindsdien zijn Cosgrove en Peck bevriend gebleven. In 2022 verscheen Peck in de remake van iCarly, waar Cosgrove de hoofdrol in speelt.

## Beschrijving
Megan is het jongere zusje van Drake. Ze houdt zich vooral bezig met het dwarszitten en pesten van Drake en stiefbroer Josh, waarbij haar pesterijen vaak ernstige vormen aannemen. Alleen in het laatste seizoen zijn haar pesterijen relatief onschuldig. Slechts een enkele keer helpt ze haar broers. Ondanks haar slechte gedrag denken haar ouders dat ze een lief en onschuldig zusje is.
In het laatste seizoen heeft Megan een vriendje, genaamd Corey. Als Drake en Josh ontdekken dat Corey vreemdgaat, zet Megan een punt achter de relatie. Ze bedankt haar broers en zegt dat ze van hen houdt. Het is een van de schaarse momenten dat ze haar broers liefdevol behandelt.